# جان کویت اسپونر
جان کویت اسپونر (به انگلیسی: John Coit Spooner) سناتور سابق عضو حزب جمهوری‌خواه ایالات متحده آمریکا بود. وی در سال ۱۸۸۵ تا ۱۸۹۱ و ۱۸۹۷ تا ۱۹۰۷ میلادی سناتور ایالت ویسکانسین در سنای ایالات متحده آمریکا بود.